# Fallibroome
Fallibroome var en civil parish från 1866 till 1936 då den blev en del av Prestbury och Macclesfield, i grevskapet Cheshire, i England. Civil parish var belägen 13 km från Congleton och hade 72 invånare år 1931.